# Ziarnistości Reicha
Ziarnistości Reicha (ang. granules of Reich) – ciała wtrętowe utworzone z lamellarnego i amorficznego materiału.
Występowanie:
- mielinizujące komórki Schwanna,
- zdemielinizowane włókna,
- pasma Bungnera.[1]